# Escalar (física)
Una magnitud escalar s'expressa per un sol nombre (una sola coordenada) invariable en qualsevol sistema de referència. Per exemple, la massa d'un cos és un escalar, ja que n'hi ha prou amb un nombre per representar-la (per exemple: 75 kg). Generalment també es poden representar amb una lletra o un símbol de valor absolut, com A o IAI.
Per contra, una magnitud és vectorial o més generalment tensorial quan es necessita més que un nombre per representar-la completament. Per exemple, la velocitat del vent és una magnitud vectorial, ja que a més del seu mòdul (que es mesura com una magnitud escalar) cal indicar també la seva direcció (nord, sud...), la qual es defineix per un vector unitari. D'altra banda, la distribució de tensions internes d'un cos requereix especificar en cada punt una matriu anomenada tensor tensió i, per tant, l'estat de tensió d'un cos ve representat per una magnitud tensorial.

## Magnitud física
Una magnitud física s'expressa com el producte d'un valor numèric i una unitat de mesura, no únicament un sol número. La quantitat no depèn de la unitat (per exemple, per a la distància, 1 km és el mateix que 1000 m), encara que el número depèn de la unitat. Per tant, en el mateix exemple de la distància, la quantitat no depèn de la longitud dels vectors basi del sistema de coordenades. Així mateix, altres canvis del sistema de coordenades poden afectar la fórmula per a calcular l'escalar (per exemple, la fórmula euclidiana per a la distància en termes de les coordenades es basa en el fet que la base sigui ortonormal), però no en escalar mateix. En aquest sentit, la distància física es desvia de la definició de mètrica en el fet de no ser solament un nombre real; no obstant això, satisfà totes les altres propietats. El mateix ocorre amb altres quantitats físiques que són tridimensionals. La direcció no aplica per als escalars; aquests estan especificats per una sola magnitud o quantitat.

## Exemples en física clàssica
Com a exemples d'escalars tenim la massa, la densitat, la càrrega elèctrica, el volum, el temps, la rapidesa, la temperatura, o el potencial elèctric. La distància entre dos punts en un espai tridimensional és un escalar. No obstant això, la direcció des d'un d'aquests punts a l'altre no ho és, ja que per a descriure la direcció calen dues magnituds: l'angle mesurat sobre el pla horitzontal i l'angle mesurat des d'aquest pla. La força no pot ser descrita per un escalar, ja que aquesta propietat està composta d'una direcció i una magnitud. No obstant això, la magnitud de la força per si sola pot descriure's com un escalar. Per exemple, la força gravitacional que actua sobre una partícula no és un escalar, però la seva magnitud sí que ho és. La rapidesa d'un objecte (per exemple, 100 km/h) és un escalar, mentre que la seva velocitat (per exemple, 100 km/h en direcció nord) no ho és.
Existeixen algunes quantitats anomenades pseudoescalars, que són el resultat d'un triple producte escalar. Com a exemple d'aquest, es troba la càrrega magnètica.

## Escalars en la teoria de la relativitat
En la teoria de la relativitat, es consideren canvis de sistemes de coordenades que intercanvien espai per temps. Com a resultat, moltes magnituds físiques que són escalars en física clàssica necessiten combinar-se amb altres magnituds com a vectors o tensors en quatre dimensions. Per exemple, la densitat de càrrega en un punt dins d'un mitjà, la qual en física clàssica no és un escalar, ha de combinar-se amb la densitat de corrent local (un vector de tres dimensions) per a formar un vector relativista de quatre dimensions. De la mateixa manera, la densitat d'energia s'ha de combinar amb la densitat de moment i la pressió per a formar el tensor d'energia-moment.
Com a exemples de quantitats escalars en relativitat estan la càrrega elèctrica, intervals d'espaitemps (com el temps propi i la longitud pròpia) i la massa invariant.

## Escalars en teoria quàntica de camps
Els camps escalars associen un valor escalar a cada punt d'un espai, i descriuen el camp associat a partícules d'espín nul (bosons escalars). L'exemple arquetípic d'una partícula escalar és el bosó de Higgs.